# بورمادره (دامال)
بورمادره (به ترکی استانبولی: Burmadere) یک منطقهٔ مسکونی در ترکیه است که در دامال واقع شده‌است.